# والنتینا پرودسکووا
والنتینا پرودسکووا (روسی: Валентина Александровна Прудскова؛ زادهٔ ۲۷ دسامبر ۱۹۳۸) شمشیرباز اهل اتحاد جماهیر شوروی سوسیالیستی بود.
وی در مسابقات کشوری و بین‌المللی در مجموع برندهٔ ۴ مدال طلا، ۲ مدال نقره، ۱ مدال برنز شده‌است.